# Open Jazz Festival
L'Open Jazz Festival est un festival de musique consacré au jazz et à ses multiples influences. Il est organisé chaque année en février ou mars depuis 2000, par le Kot Certino, un kot-à-projet de Louvain-la-Neuve.
L'événement vise à proposer à un public mixte, d'étudiants et d'habitants du Brabant wallon, une programmation jazz accessible et variée. Le festival s'étale sur plusieurs soirées, consacrées chacune à une vision particulière du jazz (jazz manouche, jazz fusion, jazz moderne (de), dixieland, blues, swing, électro-jazz...), avec, en tête d'affiche, un artiste issu de la scène pro belge ou internationale, et en première partie, des artistes jeunes ou semi-professionnels.
Depuis 2007, le festival a lieu à la ferme du Biéreau.

## Programmation

### Années 2020

#### 2022
Après deux années d'absence, l'Open Jazz Festival fait son grand retour pour sa 22e édition. Cette édition présente cinq soirées de concerts et s'est déroulée du 21 au 25 février à la ferme du Biéreau. Comme les années précédentes, une soirée "Lundi de la Guitare" a également été proposée, en partenariat avec le kot-à-projet Kapodastre. Comme les années précédentes, des after jams session ont été organisées après les concerts avec les artistes. Ces afters ont accueilli des concerts de l'Orchestrakot et de Worship The Kick. Le concert de Kuna Maze a été remplacé par un concert de Ciao Kennedy pour cause d'infection au covid-19.
- Gustave Brass Band - Kapodastre
- Guy Verlinde - Lightnin’ Bug
- Laurent Vigneron & The Po’Boys - Zénobe & Gaston
- Felix Zurstrassen - Lũpḁ Gang Gang Quartet
- Ciao Kennedy - TUKAN

#### 2021
L'Open Jazz Festival a été remplacé par la Quinzaine du Jazz pour cause de Covid-19. Cet évènement virtuel s'est déroulé du 8 au 21 mars. La Quinzaine du Jazz est un évènement facebook de concours vidéo de covers de jazz.

#### 2020
L'Open Jazz Festival s'est déroulé du 9 au 13 mars. Les deux concerts du vendredi 13 mars ont été annulés pour des raisons sanitaires.
- Kapodastre - Yokaï
- Ekko - Pathys - Dervish
- Bbung - Funkindustry
- Stephane Mercier - Igor Géhénot
- Tommy Tornado - Tangawissi

### Années 2010

#### 2019
L'Open Jazz Festival s'est déroulé du 11 au 16 mars.
- Kapodastre - Bernard Orchestar
- V12 - AdHd
- Chango - Laurent Vigneron & The Po' Boys
- RV Caparros Band - Guillaume Vierset Harvest Group
- West Music Group
- Goa Quartet - Sausade

#### 2018
L'Open Jazz Festival s'est déroulé du 5 au 10 mars.
- Kapodastre - Boucan
- Amaury Faye Trio (Midzik) - The Busquitos - Super SKA
- Dig it! - Scratchophone Orchestra
- Hogge/Iannello Duo - Les Violons de Bruxelles
- Swing It Away - Laurent Vigneron & The Po’Boys
- Grooveboxx - Glass Museum

#### 2017
L'Open Jazz Festival s'est déroulé du 13 au 18 mars.
- Kapodastre - Glass Museum
- Freedom Trio - Trotsky Tulsky
- Dig It! - DJ Dunya
- Tan Trio
- Secret Swing Society - Amicale de la Nouvelle Orléans
- Rural's Trio - Big Noise

#### 2016
L'Open Jazz Festival s'est déroulé du 29 février au 11 mars.
- Kapodastre - Uncle Waldo
- God save the swing
- Casssandre - Caçamba
- Maxime Leardini - Antoine Pierre Urbex
- Jazz Crew - Henri Menrath Funk Band
- "Lundis de la guitare"
- What the funk! - Bandits de Belleville
- Zenobe & Gaston
- Gustave Brass Band - Les Busquitos
- Dorian Wax - Circo Simonelli

#### 2015
L'Open Jazz Festival s'est déroulé du 3 au 13 mars.
- Combojo - Les Rois du Macadam
- Zetlab - Shungu
- Grant Lazlo - Uncle Waldo
- Pepper and the Jellies - Om Duo
- "Lundis de la guitare"
- Little Rina and the Frenchies - Roselien
- Esinam Dogbatse - Sarah Amiot
- Charles Loos & Natacha Wuyts - Gilles Vanoverbeke et Aneta Borkowska
- Les Bandits de Belleville - Zievereir

#### 2014
L'Open Jazz Festival fêtait ses quinze ans en 2014 et s'est déroulé du 11 au 20 mars.
- Soledad - Laurence Kabatu & Madrugada
- La femme belge - Les Tzigales
- Nicolas Kummert Voices - Max Leardini Trio
- Big Noise - What the funk!
- MuZiek de Singe - Joachim Caffonnette Quintet
- Philippe Laloy "Kind of Pink" - K'Hawah Jazz Band
- ProleteR - Dig It!

#### 2013
L'Open Jazz 2013 a présenté sept soirées de concerts du 5 au 14 mars. Comme les années précédentes, une soirée "Lundi de la Guitare" a également été proposée, en partenariat avec le kot-à-projet Kapodastre.
- Dacosse - Pacific Standard Trio
- Jacques Stotzem - Saying Somethin'
- Kristen Cornwell - Coziers & Herman Duo
- Swingin' Partout - Bruce Ellison & Swell Rhythm Combo
- David Helbock's Random/Control - Pinto
- J-funk - ExtraSystole
- Odjbox - Souny Sinto

#### 2012
L'Open Jazz 2012 a présenté sept soirées de concerts du 6 au 15 mars, et a été précédé d'une conférence sur les origines du jazz, animée par Jean-Pol Schroeder, de la Maison du Jazz de Liège. Comme en 2011, une soirée "Lundi de la Guitare" a également été proposée, en partenariat avec le kot-à-projet Kapodastre.
- Tricycle - Tali Toké
- Nathalie Loriers - Vincent Scarito
- Babs All Star - Zakouska
- Daniel Willem Quintet - Souny Sinto
- Tangawissi - Big Noise
- The Swingmasters (collaboration Ferme du Biéreau) - Uzivati Trio
- DJ Dunya - Definitely Monkey

#### 2011
L'édition 2011 a comporté sept soirées de concerts se déroulant du 8 au 17 mars. Cette édition proposait également un "Lundi de la Guitare", soirée de scène ouverte organisée en partenariat avec le kot-à-projet Kapodastre.
- Jacques Stotzem - Moonly Delights Duo
- Natacha Wuyts Quintet - JazzBxl Group
- Ivory Druss and his Sharp Keys - Qu4tre
- Swingin' Partout - Renaud Crols Trio
- Lilith - Raf Debacker Trio
- Julie Jaroszewski (collaboration Ferme du Biéreau) - Amoria
- Mr Kindhoover - Skyline Groove

#### 2010
L'Open Jazz 2010 s'est tenu du 3 au 11 mars.
- Doktor Caligari & Trio Sauvach
- Mark Sperber 5tet Jazz Meets Tango & Scruffs
- Romeo Swing Quartet & Les Escargots du Dimanche
- Wild Boar & Bull Brass Band & Les Courgettes Givrées
- Ivan Paduart & À Dos d'Âmes
- Big Noise & TF Jass

## Années 2000

### 2009
En 2009 eut lieu la dixième édition du festival. Deux soirées supplémentaires fut programmées à cette occasion, dont une en partenariat avec la Ferme du Biéreau de Louvain-la-Neuve.
- Öm Trio & Moon's Quartet
- The Swallows & Fanny Bériaux
- Al Orkesta / Joe Higham (en collaboration avec la ferme du Biéreau)
- Ô Juliette & La Femme Belge
- Slang & Rhonny Ventat Funky Jazz Band
- Ivan Paduart Group (avec Marianna Tootsie) & Monsieur Y
- Jo Scinta & Swing It!

## Liens
- (fr) Site officiel